# Ян Чжаосюань
Ян Чжаосюа́нь (кит. 杨钊煊, пиньинь Yáng Zhāoxuān; родилась 11 февраля 1995 года в Китае) — китайская теннисистка; победительница семи турниров WTA в парном разряде.

## Общая информация
Отец — Ян Синьин; мать — Ли Сяоцзин. Родители отдали Чжаосюань в теннис, чтобы укрепить тело.
Любимое покрытие — хард; любимый турнир — Открытый чемпионат Австралии; кумиром в мире тенниса в период взросления была Мария Шарапова.
Имеет прозвище — Чжучжу (с китайского чжу «珠» означает жемчужина).

## Спортивная карьера

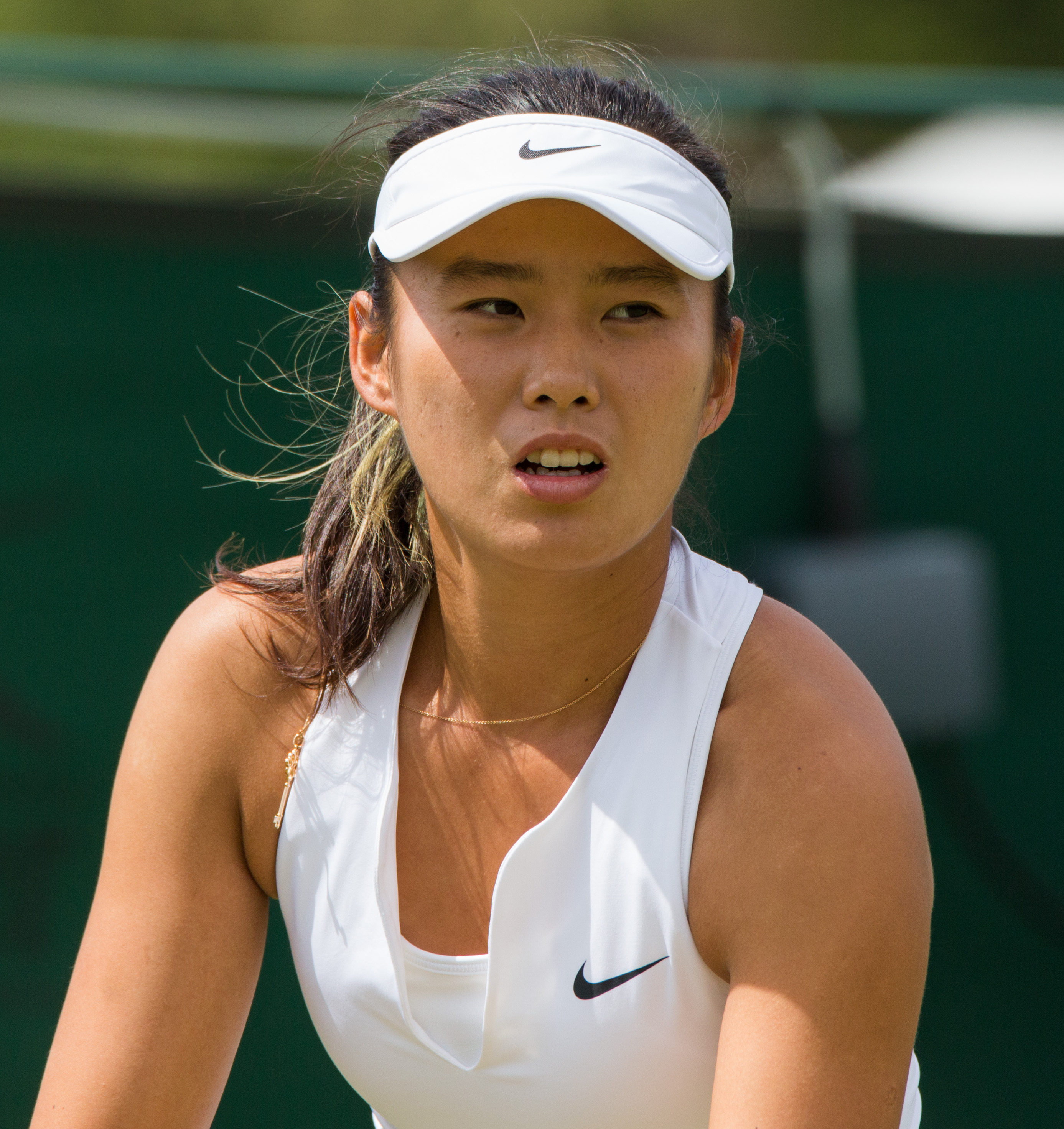
В квалификации на Уимблдон 2015 года

Первых титулов из цикла ITF Ян добилась в 2010 году в парном разряде. В 2011 году она выиграла первый 10-тысячник ITF и в одиночном разряде. В октябре 2012 года Ян в дуэте с Чжао Ицзин вышла в парный финал 100-тысячника ITF в Сучжоу. В сентябре 2013 года китаянка впервые сыграла в основной сетке парных соревнований WTA-тура — на турнире в Гуанчжоу. В январе 2015 года она дебютировала на турнирах серии Большого шлема, сыграв в парных соревнованиях Открытого чемпионата Австралии. В сентябре того же года она поднялась на самое высокое для себя — 151-е место в одиночном рейтинге WTA. В ноябре Ян Чжаосюань в альянсе с Варатчаей Вонгтинчай вышла в финал в парах на турнире младшей серии WTA 125 в Хуахине.
В начале марта 2016 года сотрудничество с Варатчаей Вонгтинчай принесло Ян первый в карьере титул основного тура WTA. Она выиграла главный приз в парах на турнире в Куала-Лумпуре. В июне в дуэте с Габриэлой Дабровски она вышла в парный финал турнира на траве в Ноттингеме. Осенью она ещё дважды выходила в финалы парных соревнований WTA. (в сентябре в Токио в команде с Лян Чэнь и на турнире Трофей элиты WTA с Ю Сяоди.
В январе 2017 года Дабровски и Ян смогли выйти в финал турнира в Хобарте. В феврале Ян Чжаосюань пригласили сыграть первые матчи за сборную Китая в отборочных раундах Кубка Федерации. В июне в партнёрстве с японкой Сюко Аоямой она выиграла 100-тысячник ITF в Саутси. В сентябре их дуэт победил уже на турнире WTA в Токио. На турнире серии премьер 5 в Ухане Аояма и Ян смогли достичь парного финала.
В феврале 2018 года Ян Чжаосюань совместно с Чжань Хаоцин смогла победить на премьер-турнире в Дубае. Неплохо смотрелся их дуэт и на Открытом чемпионате Франции, где Чжань и Ян смогли достигнуть полуфинала. В августе китайская теннисистка смогла впервые подняться в парном рейтинге в топ-20. Под конец сезона Ян выиграла ещё один титул, но на этот раз на турнире ITF, взяв 100-тысячник в Шэньчжэне в паре с Сюко Аоямой.
На старте сезона 2019 года уже на турнире WTA в Шэньчжэне Ян Чжаосюань выиграла главный приз в парном разряде, сыграв совместно с известной соотечественницей Пэн Шуай. В апреле Пэн и Ян победили на турнире младшей серии WTA 125 в Аньнине. В июле на Уимблдонском турнире Ян смогла выйти в полуфинал в соревнованиях в миксте, где она сыграла в команде с Матве Мидделкопом. В конце сезона выступила на младшем итоговом турнире — Трофей элиты WTA в партнёрстве с Дуань Инъин и их пара смогла достигнуть финала, в котором они проиграли дуэту Людмила Киченок и Андрея Клепач.
В марте 2021 года Ян в паре с Сюй Ифань вышли в финал турнира серии Премьер 5 в Дубае. В мае с японкой Макото Ниномией вышла в финал грунтового турнира в Страсбурге. На Олимпийских играх в Токио китайский дуэт Сюй и Ян проиграл во втором раунде.
В 2022 году Ян Чжаосюань продолжила выступать вместе с Сюй Ифань и в марте они смогли выиграть крупный турнир в Индиан-Уэлсе, где в финале обыграли пару Эйжа Мухаммад и Эна Сибахара — 7-5, 7-6(4). На следующем престижном турнире в Майами Ян сыграла с россиянкой Екатериной Александровой и их пара прошла в полуфинал. На Открытом чемпионате Франции Сюй и Ян единственный раз в сезоне прошли в четвертьфинал Большого шлема. В августе выиграли турнир в Сан-Хосе. В октябре на турнире серии Премьер 5 в Гвадалахаре вышли в полуфинал. Первый в карьере Ян Итоговый турнир WTA завершился на групповой стадии (одна победа и два поражения). По итогам сезона она заняла 12-е место в парном рейтинге.
На Открытом чемпионате Австралии 2023 года Ян сыграла в паре с Чжань Хаоцин и они вышли в четвертьфинал. После этого Ян Чжаосюань поднялась на самую высокую в карьере — 9-ю строчку парного рейтинга. В мае с Сюй Ифань удалось выиграть единственный титул в сезоне на соревновании в Страсбурге. В августе в команде с Латишей Чан получилось доиграть до полуфинала на турнире WTA 1000 в Монреале.
В 2024 году Ян Чжаосюань сыграла лишь на двух турнирах в октябре в Китае.

## Итоговое место в рейтинге WTA по годам
| Год  | Одиночный рейтинг | Парный рейтинг |
| 2024 |                   | 429            |
| 2023 |                   | 32             |
| 2022 |                   | 12             |
| 2021 | 893               | 48             |
| 2020 | 782               | 55             |
| 2019 | 657               | 36             |
| 2018 | 772               | 28             |
| 2017 | 367               | 28             |
| 2016 | 301               | 60             |
| 2015 | 160               | 112            |
| 2014 | 292               | 465            |
| 2013 | 1 007             | 362            |
| 2012 | 592               | 283            |
| 2011 | 682               | 602            |

## Выступления на турнирах

### Финалы турнировWTA 125иITFв одиночном разряде (4)

#### Победы (3)
| Легенда:                     |
| ---------------------------- |
| WTA 125 (0+1)*               |
| 100.000 USD (0+2)            |
| 80.000 (75.000)** USD (0)    |
| 60.000 (50.000)** USD (0+3)  |
| 25.000 USD (0+2)             |
| 15.000 USD (0+1)             |
| 15.0000 (10.000)** USD (3+4) |

** призовой фонд до 2017 года
| Титулы по покрытиям | Титулы по месту проведения матчей турнира |
| ------------------- | ----------------------------------------- |
| Хард (3+8)*         | Зал (0)                                   |
| Грунт (0+2)         | Зал (0)                                   |
| Трава (0+3)         | Открытый воздух (3+13)                    |
| Ковёр (0)           | Открытый воздух (3+13)                    |

* количество побед в одиночном разряде + количество побед в парном разряде.
| №  | Дата            | Турнир          | Покрытие | Соперница в финале | Счёт       |
| 1. | 18 июня 2011    | Нью-Дели, Индия | Хард     | Ким Хэ Сун         | 6-2 6-0    |
| 2. | 15 августа 2014 | Стамбул, Турция | Хард     | Ипек Сойлу         | 7-6(4) 6-1 |
| 3. | 27 декабря 2014 | Гонконг         | Хард     | Чжу Линь           | 6-4 6-4    |

#### Поражения (1)
| №  | Дата           | Турнир           | Покрытие | Соперница в финале | Счёт    |
| 1. | 26 апреля 2015 | Шэньчжэнь, Китай | Хард     | Се Шувэй           | 2-6 2-6 |

### Финалы Итоговых турнировWTAв парном разряде (1)

#### Поражение (1)
| №  | Год  | Турнир           | Покрытие | Партнёрша   | Соперницы в финале            | Счёт    |
| 1. | 2019 | Трофей элиты WTA | Хард     | Дуань Инъин | Людмила Киченок Андрея Клепач | 3-6 3-6 |

### Финалы турнировWTAв парном разряде (15)

#### Победы (7)
| Легенда:                                     |
| -------------------------------------------- |
| Турниры Большого шлема (0)*                  |
| Олимпиада (0)                                |
| Итоговый турнир WTA (0)                      |
| Трофей элиты WTA (0)                         |
| Premier Mandatory / WTA 1000 Mandatory (0+1) |
| Premier 5 / WTA 1000 (0)                     |
| Premier / WTA 500 (0+2)                      |
| International / WTA 250 (0+4)                |

| Титулы по покрытиям | Титулы по месту проведения матчей турнира |
| ------------------- | ----------------------------------------- |
| Хард (0+6)*         | Зал (0)                                   |
| Грунт (0)           | Зал (0)                                   |
| Трава (0)           | Открытый воздух (0+6)                     |
| Ковёр (0)           | Открытый воздух (0+6)                     |

* количество побед в одиночном разряде + количество побед в парном разряде.
| №  | Дата             | Турнир                 | Покрытие | Партнёрша           | Соперницы в финале            | Счёт           |
| 1. | 6 марта 2016     | Куала-Лумпур, Малайзия | Хард     | Варатчая Вонгтинчай | Ван Яфань Лян Чэнь            | 4-6 6-4 [10-7] |
| 2. | 16 сентября 2017 | Токио, Япония          | Хард     | Сюко Аояма          | Моника Адамчак Сторм Сандерс  | 6-0 2-6 [10-5] |
| 3. | 24 февраля 2018  | Дубай, ОАЭ             | Хард     | Чжань Хаоцин        | Пэн Шуай Се Шувэй             | 4-6 6-2 [10-6] |
| 4. | 5 января 2019    | Шэньчжэнь, Китай       | Хард     | Пэн Шуай            | Рената Ворачова Дуань Инъин   | 6-4 6-3        |
| 5. | 19 марта 2022    | Индиан-Уэлс, США       | Хард     | Сюй Ифань           | Эйжа Мухаммад Эна Сибахара    | 7-5 7-6(4)     |
| 6. | 7 августа 2022   | Сан-Хосе, США          | Хард     | Сюй Ифань           | Сюко Аояма Чжань Хаоцин       | 7-5 6-0        |
| 7. | 27 мая 2023      | Страсбург, Франция     | Грунт    | Сюй Ифань           | Дезире Кравчик Гильяна Ольмос | 6-3 6-2        |

#### Поражения (8)
| №  | Дата             | Турнир                    | Покрытие   | Партнёрша          | Соперницы в финале              | Счёт              |
| 1. | 12 июня 2016     | Ноттингем, Великобритания | Трава      | Габриэла Дабровски | Андреа Главачкова Пэн Шуай      | 5-7 6-3 [7-10]    |
| 2. | 24 сентября 2016 | Токио, Япония             | Хард       | Лян Чэнь           | Саня Мирза Барбора Стрыцова     | 1-6 1-6           |
| 3. | 6 ноября 2016    | Трофей элиты WTA          | Хард (зал) | Ю Сяоди            | Ипек Сойлу Сюй Ифань            | 4-6 6-3 [7-10]    |
| 4. | 14 января 2017   | Хобарт, Австралия         | Хард       | Габриэла Дабровски | Йоана Ралука Олару Ольга Савчук | 6-0 4-6 [5-10]    |
| 5. | 30 сентября 2017 | Ухань, Китай              | Хард       | Сюко Аояма         | Мартина Хингис Чжань Юнжань     | 6-7(5) 6-3 [4-10] |
| 6. | 27 октября 2019  | Трофей элиты WTA (2)      | Хард       | Дуань Инъин        | Людмила Киченок Андрея Клепач   | 3-6 3-6           |
| 7. | 13 марта 2021    | Дубай, ОАЭ                | Хард       | Сюй Ифань          | Алекса Гуарачи Дарья Юрак       | 0-6 3-6           |
| 8. | 29 мая 2021      | Страсбург, Франция        | Грунт      | Макото Ниномия     | Алекса Гуарачи Дезире Кравчик   | 2-6 3-6           |

### Финалы турнировWTA 125иITFв парном разряде (26)

#### Победы (13)
| №   | Дата            | Турнир                  | Покрытие | Партнёрша    | Соперницы в финале               | Счёт              |
| 1.  | 11 апреля 2010  | Нинбо, Китай            | Хард     | Ван Яфань    | Лу Цзясян Ян Цзыцзюнь            | 1-6 6-2 [10-4]    |
| 2.  | 7 ноября 2010   | Манила, Филиппины       | Хард     | Чжу Линь     | Ким Чи Ён Ким Чин Хе             | 6-4 6-7(5) [10-7] |
| 3.  | 19 февраля 2012 | Анталья, Турция         | Грунт    | Чжан Кайлинь | Ли Ихун Тан Хаочэнь              | 7-6(6) 5-7 [10-8] |
| 4.  | 4 мая 2013      | Сеул, Южная Корея       | Хард     | Лю Ваньтин   | Чжан Наньнань Чжань Цзиньвэй     | 6-2 6-2           |
| 5.  | 27 декабря 2014 | Гонконг                 | Хард     | Е Цююй       | Кхан Со Кхюн Хон Сын Ён          | 6-4 6-3           |
| 6.  | 21 февраля 2015 | Нью-Дели, Индия         | Хард     | Тан Хаочэнь  | Ли Бэйцзи Сюй Цзинвэнь           | 7-5 6-1           |
| 7.  | 24 октября 2015 | Сучжоу, Китай           | Хард     | Чжан Юйсюань | Тянь Жань Чжан Кайлинь           | 7-6(4) 6-2        |
| 8.  | 9 апреля 2016   | Касива, Япония          | Хард     | Чжан Кайлинь | Чжу Линь Ю Сяоди                 | 7-5 2-6 [11-9]    |
| 9.  | 5 июня 2016     | Истборн, Великобритания | Трава    | Чжан Кайлинь | Эйжа Мухаммад Мария Санчес       | 7-6(5) 6-1        |
| 10. | 19 июня 2016    | Илкли, Великобритания   | Трава    | Чжан Кайлинь | Ан-Софи Местах Сторм Сандерс     | 6-3 7-6(5)        |
| 11. | 29 июня 2017    | Саутси, Великобритания  | Трава    | Сюко Аояма   | Виктория Голубич Людмила Киченок | 6-7(7) 6-3 [10-8] |
| 12. | 11 ноября 2018  | Шэньчжэнь, Китай        | Хард     | Сюко Аояма   | Луксика Кумкхум Чхве Джихи       | 6-2 6-3           |
| 13. | 28 апреля 2019  | Аньнин, Китай           | Грунт    | Пэн Шуай     | Дуань Инъин Хань Синьюнь         | 7-5 6-2           |

#### Поражения (13)
| №   | Дата             | Турнир               | Покрытие   | Партнёрша           | Соперницы в финале            | Счёт                 |
| 1.  | 27 мая 2012      | Чханвон, Южная Корея | Хард       | Чжан Кайлинь        | Лю Ваньтин Сюй Ифань          | 4-6 5-7              |
| 2.  | 14 октября 2012  | Сучжоу, Китай        | Хард       | Чжао Ицзин          | Тимея Бачински Каролин Гарсия | 5-7 3-6              |
| 3.  | 13 сентября 2013 | Санья, Китай         | Хард       | Чжао Ицзин          | Сунь Цзыюэ Сюй Шилинь         | 7-6(5) 3-6 [3-10]    |
| 4.  | 23 февраля 2014  | Анталья, Турция      | Грунт      | Ли Ихун             | София Квацабая Пиа Кёниг      | 1-2 — отказ          |
| 5.  | 27 июня 2014     | Сиань, Китай         | Хард       | Лян Чэнь            | Ван Яфань Лу Цзяцзин          | 3-6 6-7(2)           |
| 6.  | 15 августа 2014  | Стамбул, Турция      | Хард       | Гао Синьюй          | Ван Янь Ю Сяоди               | Без игры             |
| 7.  | 31 августа 2014  | Анталья, Турция      | Хард       | Ван Янь             | Алёна Фомина Кристина Шаховец | 3-6 1-6              |
| 8.  | 15 февраля 2015  | Лонсестон, Австралия | Хард       | Ван Яфань           | Дзюнри Намигата Хань Синьюнь  | 4-6 6-3 [6-10]       |
| 9.  | 3 мая 2015       | Наньнин, Китай       | Хард       | Е Цююй              | Лу Цзяцзин Лю Чан             | 6-1 1-6 [8-10]       |
| 10. | 9 мая 2015       | Аньнин, Китай        | Грунт      | Е Цююй              | Сюй Ифань Чжэн Сайсай         | 5-7 2-6              |
| 11. | 15 ноября 2015   | Хуахин, Таиланд      | Хард (зал) | Варатчая Вонгтинчай | Ван Яфань Лян Чэнь            | 3-6 4-6              |
| 12. | 8 мая 2016       | Аньнин, Китай        | Грунт      | Варатчая Вонгтинчай | Ван Яфань Чжан Кайлинь        | 7-6(3) 6-7(2) [1-10] |
| 13. | 12 ноября 2017   | Шэньчжэнь, Китай     | Хард       | Сюко Аояма          | Жаклин Како Нина Стоянович    | 4-6 2-6              |